# Steironema heterophyllum
Steironema heterophyllum là một loài thực vật có hoa trong họ Anh thảo. Loài này được (Michx.) Raf. ex B.D. Jacks. miêu tả khoa học đầu tiên năm 1895.